# 馬自達CX-50
馬自達CX-50（日语：マツダ・CX-50）乃日本馬自達汽車公司於2022年推出的五人座緊湊型跨界休旅車。

## 概要
2021年10月馬自達宣布擴展SUV / CUV的產品線，預計在2022年至2023年之間推出五輛全新車種，CX-50便是其中一款瞄準北美洲市場的產品。此車款以馬自達CX-5為基底增加越野氣息，並交由位於美國阿拉巴馬州亨茨維爾、馬自達與豐田汽車合資建造的美國馬自達豐田製造公司在2022年1月18日開始量產，同時也是該公司首輛下線生產的車種。
關於車名的由來，「CX」取自crossover，「50」則為近年來馬自達命名車種的方式，原則上數字越大表示越高階或車身越大的車款。

## 歷史

### 第一代VA系（2022年迄今）
2021年 - 馬自達北美分公司在11月16日以線上的方式首度公開CX-50，並於隔年1月18日在美國馬自達豐田製造公司量產。此車款共用第四代馬自達3和第一代馬自達CX-30的底盤平台，並同樣採用橫置引擎，以及前置四驅之佈局。為了迎合喜愛戶外運動的消費者，車身線條設計得比較粗獷，全車導入大量的塑料件，前後保險桿並採用下護板。在內裝部分，與德國偉博思通合作的全景天窗是馬自達的首創之舉，另有9吋螢幕系統、VS Terracotta Selection混搭座椅、強化B柱和門框、高強度車頂縱樑等。在動力部分，具有2.5L直列四缸DOHC PY-VPS型、2.5L直列四缸DOHC PY-VPTS型渦輪增壓等兩種引擎選擇，搭配六速手自排變速系統，前者可輸出最大馬力187hp / 6,000rpm、最大扭力186lb-ft / 4,000rpm，後者可輸出最大馬力227hp / 5,000rpm、最大扭力310lb-ft / 2,000rpm。
2022年 - 9月推出特仕車「Meridian Edition」，包含灰色及土黃色專屬車色、消光黑引擎蓋飾片、LED頭尾燈亮黑飾框、霧銀車側護板、18吋黑銀雙色輪圈、飛隼Wildpeak A/T越野胎等配備，另可加價選配車頂行李架、置物平台與擋泥板。同年12月15日，中國長安馬自達公開表示即將國產化CX-50。
2023年 - 3月16日長安馬自達正式下線量產。為了迎合該地消費者的需求，後座腿部空間比起美規多出55mm，配置全景天窗及第三代MAZDA CONNECT馬自達悅聯系統，重新調整變速箱齒比，高度剛化傳動軸等。動力心臟除了2.5L直列四缸DOHC PY-VPS型之外，另有配置Dual S-VT雙可變氣門正時技術的2.0L直列四缸DOHC PE-VPS型引擎，可輸出114kW / 6,400rpm的最大馬力、200N·m / 4,000rpm的扭力峰值。
中國版CX-50邀請香港藝人梁家輝擔任代言人，他在1997年的電影《黑金》中的台詞「你坐馬自達，怪不得你會塞車」變成網路經典金句，當他出席代言活動時開玩笑表示：「開馬自達怎麼可能塞車呢？我說的是開馬自達像賽車，當年是我普通話不好！」。

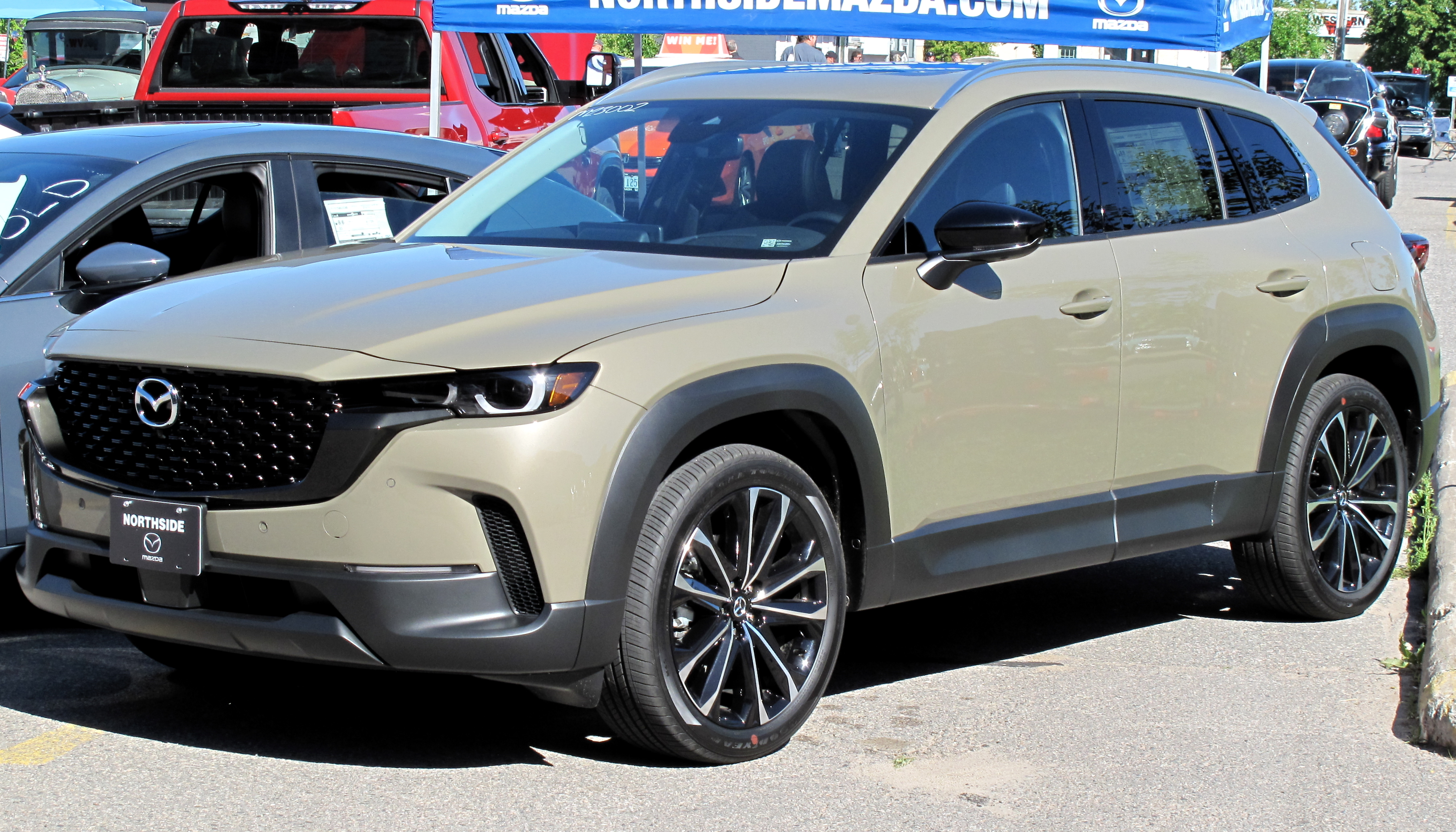
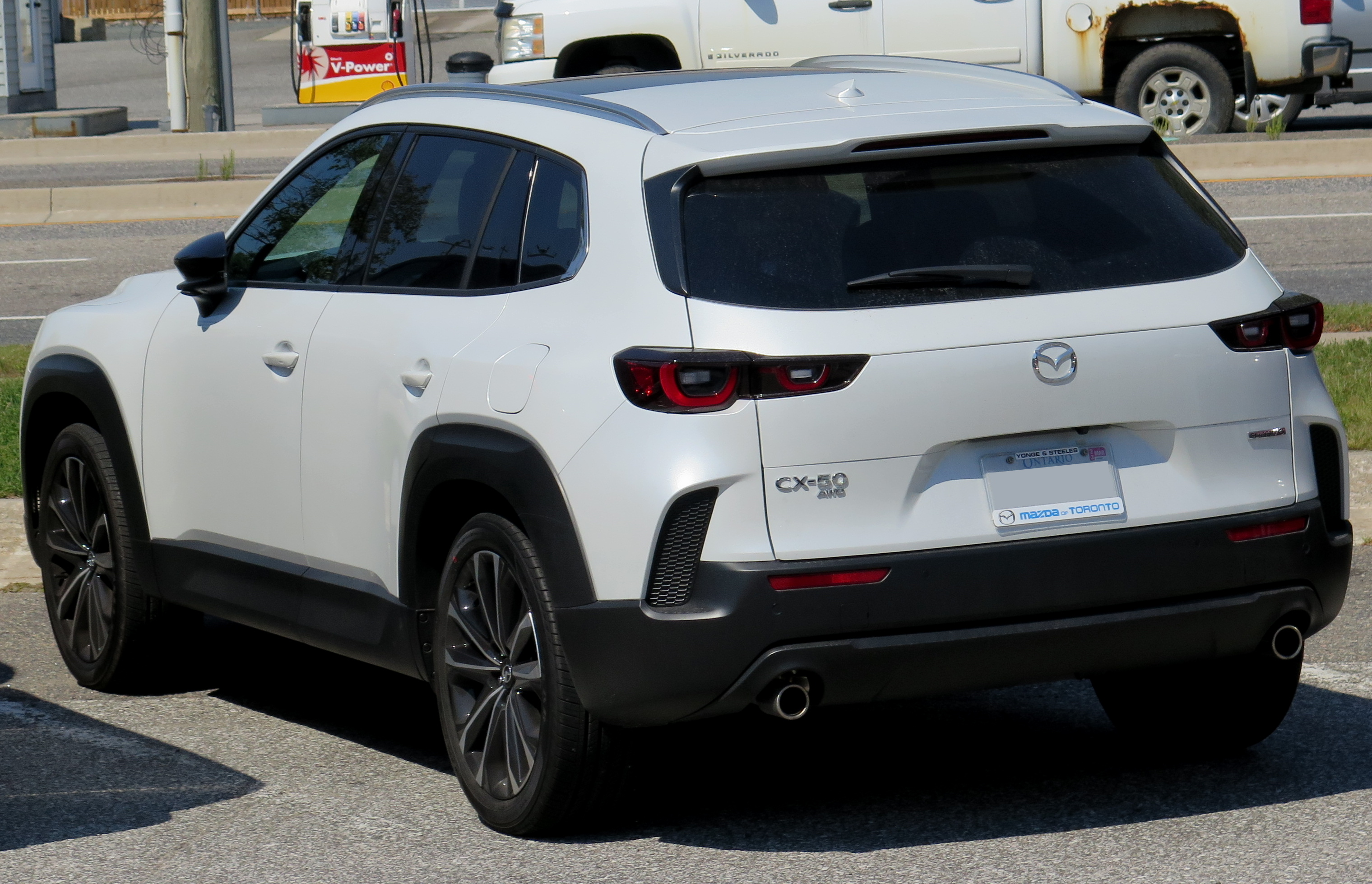
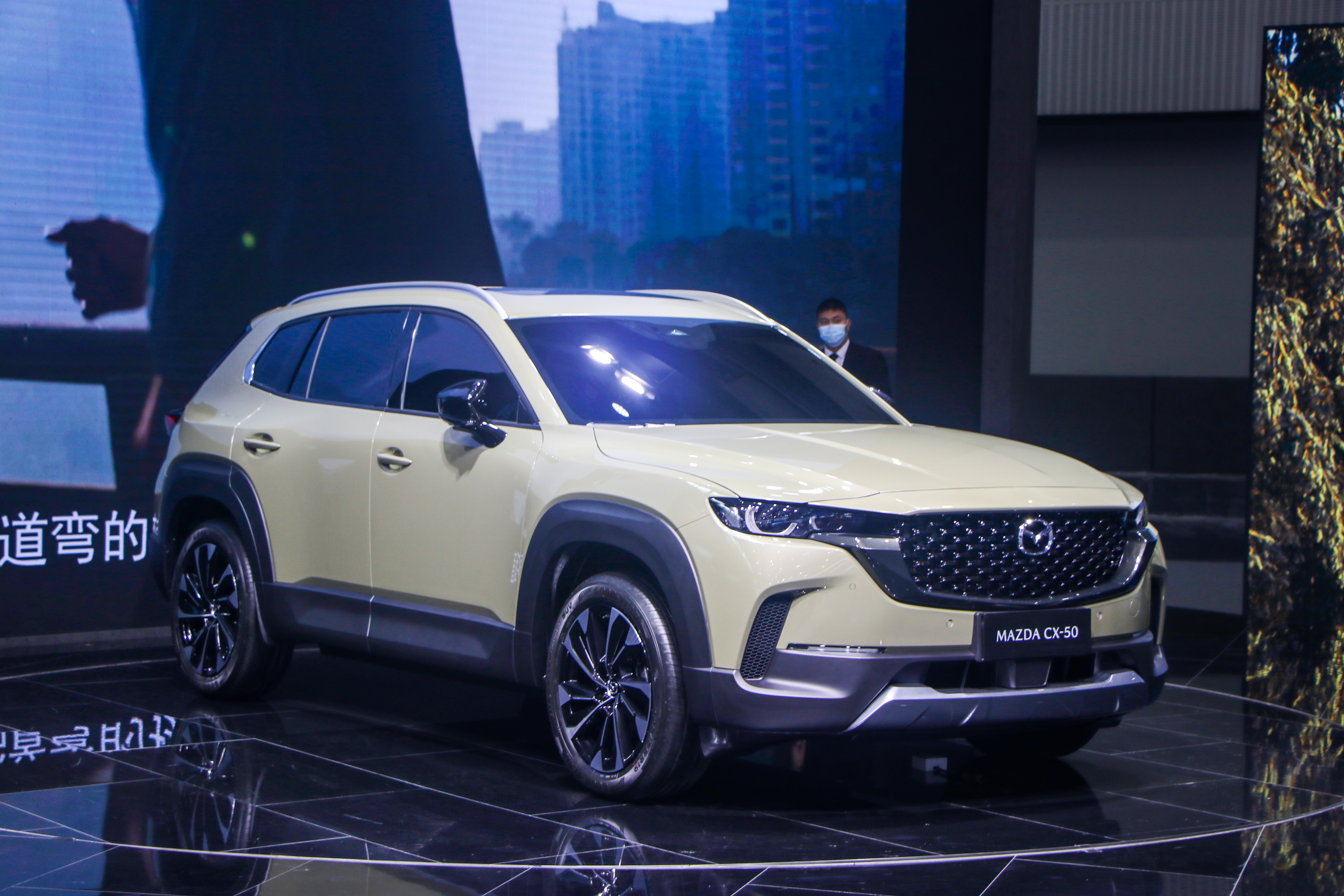
攝於2022年中國廣州車展

## 外部連結
- 中國官方網站 （页面存档备份，存于）
- （英文）美國官方網站 （页面存档备份，存于）